# Eria
Eria är ett släkte av orkidéer. Eria ingår i familjen orkidéer.

## Bildgalleri

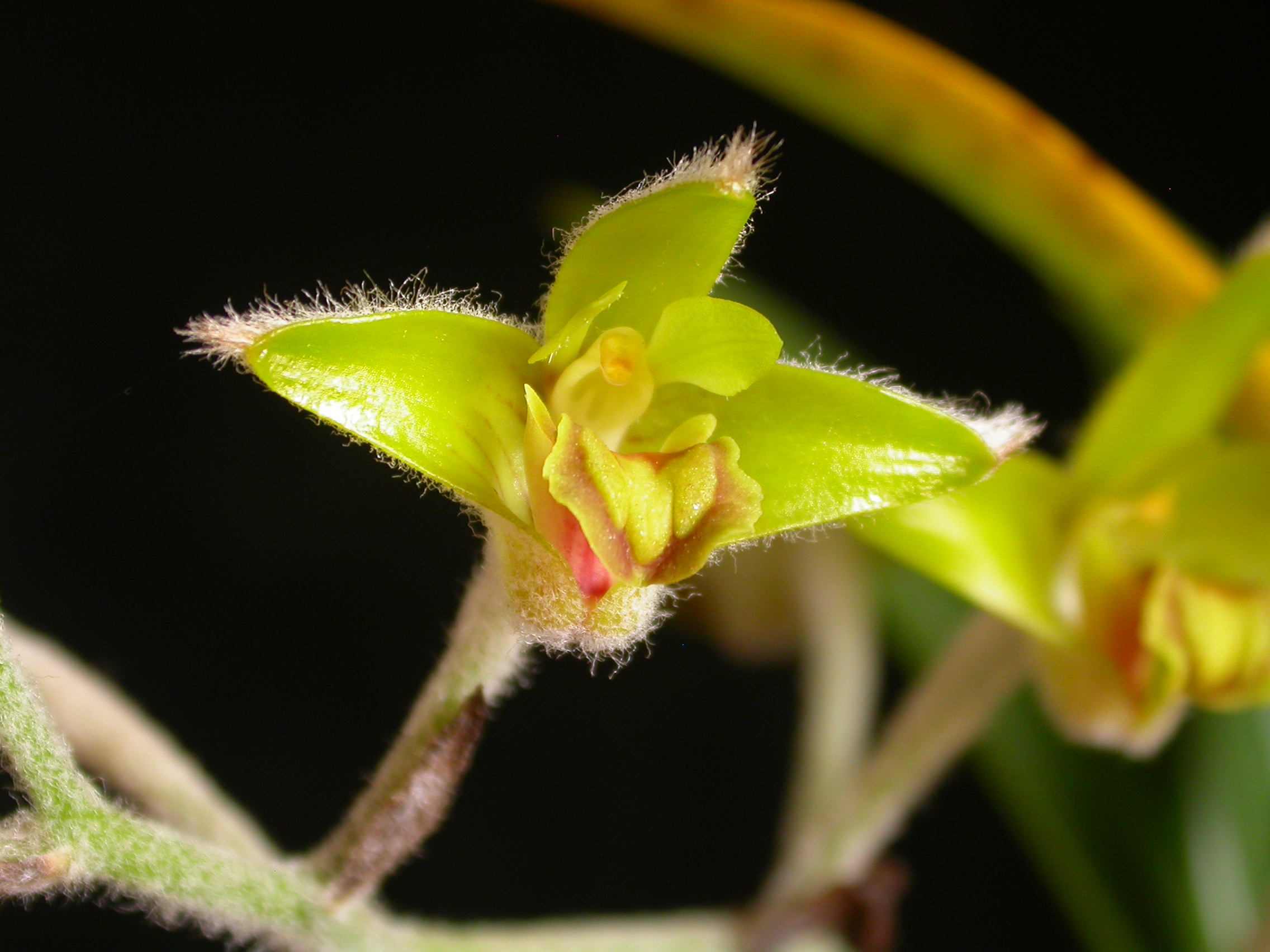
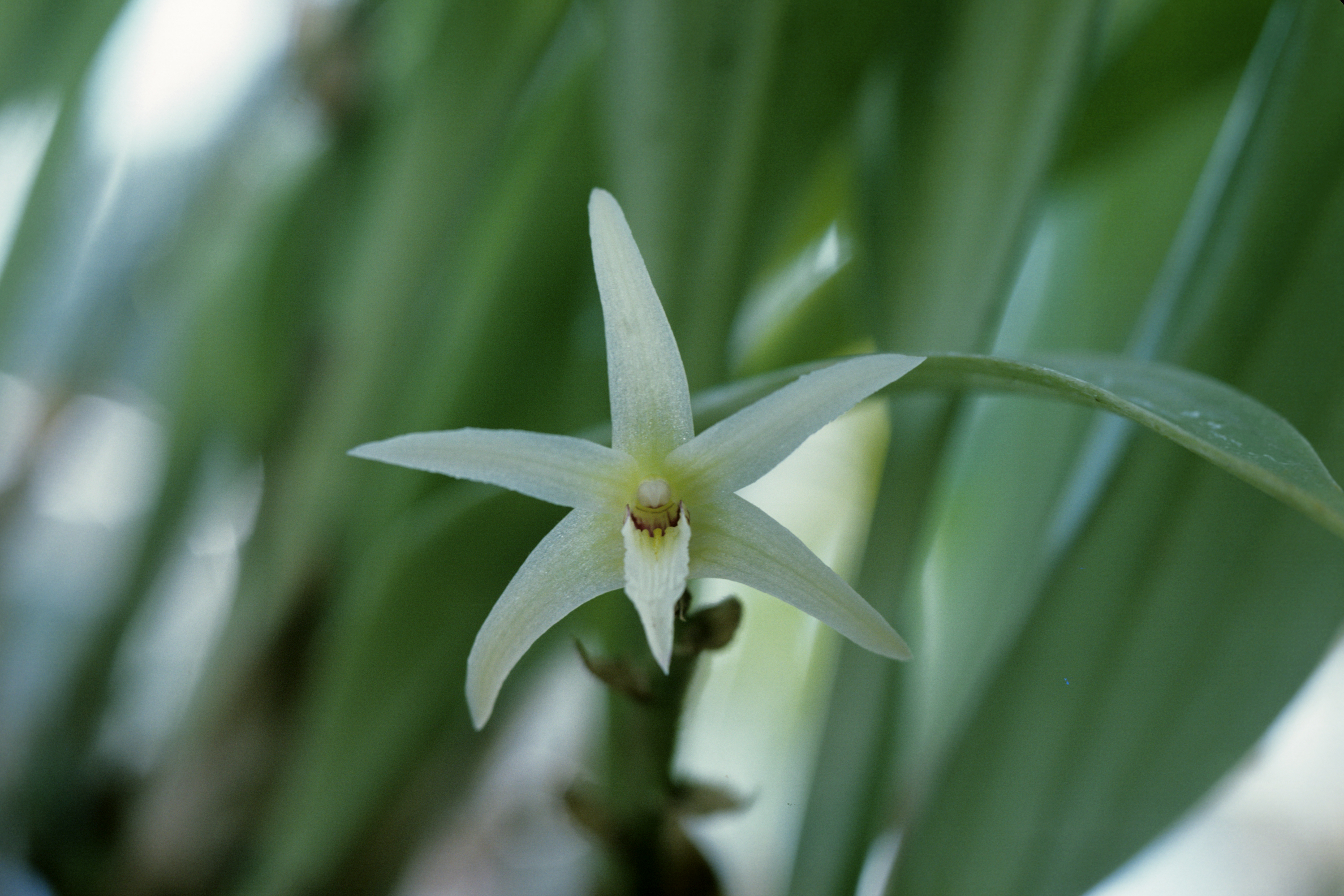
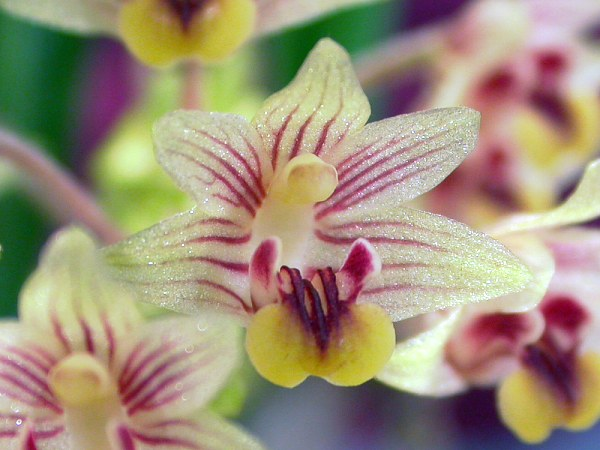
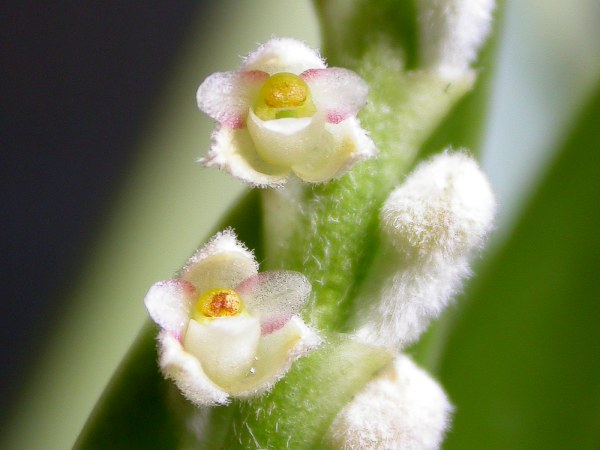

## Dottertaxa tillEria, i alfabetisk ordning[1]
- Eria acuminata
- Eria affinis
- Eria albescens
- Eria albiflora
- Eria albolutea
- Eria aliciae
- Eria amplectens
- Eria ancorifera
- Eria andamanica
- Eria angustifolia
- Eria annapurnensis
- Eria anomala
- Eria apertiflora
- Eria aporoides
- Eria arunachalensis
- Eria atrorubens
- Eria atrovinosa
- Eria aurantia
- Eria aurantiaca
- Eria baeuerleniana
- Eria bancana
- Eria baniae
- Eria bengkulensis
- Eria berringtoniana
- Eria bhutanica
- Eria bidupensis
- Eria bifalcis
- Eria biflora
- Eria bigibba
- Eria biglandulosa
- Eria bilobulata
- Eria binabayensis
- Eria bogoriensis
- Eria brachystachya
- Eria brevicaulis
- Eria brownei
- Eria bulbophylloides
- Eria calcarea
- Eria caricifolia
- Eria carinata
- Eria carnea
- Eria carnosissima
- Eria carnosula
- Eria carolettae
- Eria carunculosa
- Eria celebica
- Eria cepifolia
- Eria chlorantha
- Eria chrysocardia
- Eria clausa
- Eria clavata
- Eria clavicaulis
- Eria clavimentalis
- Eria cochinchinensis
- Eria coffeicolor
- Eria compressa
- Eria compressoclavata
- Eria conica
- Eria connata
- Eria consanguinea
- Eria convallariopsis
- Eria cootesii
- Eria cordifera
- Eria corneri
- Eria coronaria
- Eria crassicaulis
- Eria crassipes
- Eria cristata
- Eria crucigera
- Eria curtisii
- Eria cycloglossa
- Eria cymbiformis
- Eria dasystachys
- Eria dayana
- Eria decipiens
- Eria decurrentipetala
- Eria deliana
- Eria dentrecasteauxii
- Eria diluta
- Eria diversicolor
- Eria djaratensis
- Eria dulitensis
- Eria dura
- Eria earine
- Eria elisheae
- Eria erosula
- Eria erythrosticta
- Eria eurostachys
- Eria euryloba
- Eria exappendiculata
- Eria exilis
- Eria farinosa
- Eria fastigiatifolia
- Eria feddeana
- Eria ferruginea
- Eria fimbriloba
- Eria foetida
- Eria gagnepainii
- Eria geboana
- Eria genuflexa
- Eria gibbsiae
- Eria glandulifera
- Eria globulifera
- Eria gobiensis
- Eria gracilicaulis
- Eria graminea
- Eria grandis
- Eria halconensis
- Eria hallieri
- Eria hegdei
- Eria hosei
- Eria ignea
- Eria imbricata
- Eria imitans
- Eria imperatifolia
- Eria javanica
- Eria jenseniana
- Eria junghuhnii
- Eria kalelotong
- Eria kamlangensis
- Eria kandariana
- Eria kaniensis
- Eria karikouyensis
- Eria kawengica
- Eria kenejiana
- Eria lacei
- Eria lactea
- Eria lactiflora
- Eria lamonganensis
- Eria lancilabris
- Eria laniceps
- Eria lanigera
- Eria lanuginosa
- Eria lasiopetala
- Eria lasiorhiza
- Eria latibracteata
- Eria latilabellis
- Eria latiuscula
- Eria ledermannii
- Eria leucantha
- Eria lindleyi
- Eria linearifolia
- Eria lineoligera
- Eria lohitensis
- Eria longipes
- Eria longirepens
- Eria longissima
- Eria macrophylla
- Eria magnicallosa
- Eria major
- Eria marginata
- Eria mearnsii
- Eria megalopha
- Eria meghasaniensis
- Eria melaleuca
- Eria mentaweiensis
- Eria merapiensis
- Eria micholitziana
- Eria micholitzii
- Eria microglossa
- Eria minahassae
- Eria montana
- Eria mooreana
- Eria moultonii
- Eria mucronata
- Eria murkelensis
- Eria neglecta
- Eria nepalensis
- Eria nutans
- Eria obscura
- Eria occidentalis
- Eria ochracea
- Eria odontoglossa
- Eria odorifera
- Eria oligotricha
- Eria opeatoloba
- Eria oreogena
- Eria ornata
- Eria ovilis
- Eria pachycephala
- Eria palmifolia
- Eria pandurata
- Eria parviflora
- Eria pauciflora
- Eria peraffinis
- Eria perpusilla
- Eria perspicabilis
- Eria petiolata
- Eria pilifera
- Eria pinguis
- Eria piruensis
- Eria pokharensis
- Eria porphyroglossa
- Eria porteri
- Eria propinqua
- Eria pseudoclavicaulis
- Eria pseudocymbiformis
- Eria pseudoleiophylla
- Eria pseudostellata
- Eria puberula
- Eria pulla
- Eria pulverulenta
- Eria punctata
- Eria quadricolor
- Eria quinquangularis
- Eria ramosii
- Eria ramuana
- Eria ramulosa
- Eria rhizophoreti
- Eria rhodoleuca
- Eria robusta
- Eria rolfei
- Eria rostriflora
- Eria rubifera
- Eria sabasaroe
- Eria sarcophylla
- Eria sarrasinorum
- Eria scabrilinguis
- Eria sessilifolia
- Eria shanensis
- Eria sharmae
- Eria siamensis
- Eria sicaria
- Eria simondii
- Eria simplex
- Eria singulifolia
- Eria sopoetanica
- Eria sordida
- Eria spirodela
- Eria stenobulba
- Eria straminea
- Eria subclausa
- Eria sumatrensis
- Eria sumbawensis
- Eria summerhayesiana
- Eria sundaica
- Eria sutepensis
- Eria tenuicaulis
- Eria tenuiflora
- Eria thwaitesii
- Eria tomentosa
- Eria tomohonensis
- Eria torricellensis
- Eria toxopei
- Eria trichotaenia
- Eria triloba
- Eria trilophota
- Eria truncata
- Eria truncicola
- Eria umbonata
- Eria unifolia
- Eria vagans
- Eria vaginifera
- Eria valida
- Eria wariana
- Eria verruculosa
- Eria versicolor
- Eria wildgrubeana
- Eria wildiana
- Eria virginalis
- Eria viridibracteata
- Eria vittata
- Eria vulcanica
- Eria yanshanensis